# Tour d'Espagne 2007
Le Tour d'Espagne 2007 s'est élancé de Vigo, en Galice, pour se terminer trois semaines plus tard à Madrid. C'est la 62e édition de cette course.
Il a eu lieu du 1er au 23 septembre sur un parcours de 3 241 kilomètres comptant 21 étapes, dont deux contre-la-montre.
Aucun des coureurs figurant au podium de l'édition précédente n'est présent. Alexandre Vinokourov et Andrey Kashechkin sont suspendus pour dopage. Alejandro Valverde avait annoncé le mois précédent renoncer à cette Vuelta pour se préparer en vue des Championnats du monde.

## Participation

### Equipes
21 équipes participent à l'épreuve, 18 UCI ProTeams et trois équipes continentales professionnelles.
| ProTeams (18)- AG2R Prévoyance - Bouygues Telecom - Caisse d'Épargne - Cofidis-Le Crédit par Téléphone - Crédit agricole - Discovery Channel - Euskaltel-Euskadi - La Française des jeux - Gerolsteiner - Lampre-Fondital - Liquigas - Predictor-Lotto - Quick Step-Innergetic - Rabobank - Saunier Duval-Prodir - CSC - Team Milram - T-Mobile Équipes continentales professionnelles (3)- Andalucía-Cajasur - Karpin-Galicia - Relax-GAM Fuenlabrada |
| |

## Étapes
| Étape     | Date     | Villes étapes                          | type                        | Distance (km) | Vainqueur d'étape    | Leader du classement général |
| --------- | -------- | -------------------------------------- | --------------------------- | ------------- | -------------------- | ---------------------------- |
| 1re étape | 1 sept.  | Vigo – Vigo                            | étape de plaine             | 146,4         | Daniele Bennati      | Daniele Bennati              |
| 2e étape  | 2 sept.  | Allariz – Saint-Jacques-de-Compostelle | étape de plaine             | 148,7         | Óscar Freire         | Óscar Freire                 |
| 3e étape  | 3 sept.  | Viveiro – Valdés                       | étape de plaine             | 153           | Paolo Bettini        | Óscar Freire                 |
| 4e étape  | 4 sept.  | Langreo – Lacs de Covadonga            | étape de montagne           | 185,1         | Vladimir Efimkin     | Vladimir Efimkin             |
| 5e étape  | 5 sept.  | Cangas de Onís – Reinosa               | étape de moyenne montagne   | 157,4         | Óscar Freire         | Vladimir Efimkin             |
| 6e étape  | 6 sept.  | Reinosa – Logroño                      | étape de plaine             | 184,3         | Óscar Freire         | Vladimir Efimkin             |
| 7e étape  | 7 sept.  | Calahorra – Saragosse                  | étape de plaine             | 176,3         | Erik Zabel           | Vladimir Efimkin             |
| 8e étape  | 8 sept.  | Cariñena – Saragosse                   | contre-la-montre individuel | 52,2          | Bert Grabsch         | Stijn Devolder               |
| 9e étape  | 9 sept.  | Huesca – Aramón Cerler                 | étape de montagne           | 167,6         | Leonardo Piepoli     | Denis Menchov                |
| 10e étape | 10 sept. | Benasque – Ordino Arcalís              | étape de montagne           | 214           | Denis Menchov        | Denis Menchov                |
|           | 11 sept. | Jour de repos                          | Jour de repos               |               |                      |                              |
| 11e étape | 12 sept. | Castellón – Algemesí                   | étape de plaine             | 191,3         | Alessandro Petacchi  | Denis Menchov                |
| 12e étape | 13 sept. | Algemesí – Hellín                      | étape de plaine             | 176           | Alessandro Petacchi  | Denis Menchov                |
| 13e étape | 14 sept. | Hellín – Torre-Pacheco                 | étape de plaine             | 176,4         | Andreas Klier        | Denis Menchov                |
| 14e étape | 15 sept. | Puerto Lumbreras – Villacarrillo       | étape de plaine             | 207           | Jason McCartney      | Denis Menchov                |
| 15e étape | 16 sept. | Villacarrillo – Grenade                | étape de moyenne montagne   | 201,4         | Samuel Sánchez       | Denis Menchov                |
|           | 17 sept. | Jour de repos                          | Jour de repos               |               |                      |                              |
| 16e étape | 18 sept. | Jaén – Puertollano                     | étape de plaine             | 161,5         | Leonardo Duque       | Denis Menchov                |
| 17e étape | 19 sept. | Ciudad Real – Talavera de la Reina     | étape de plaine             | 175           | Daniele Bennati      | Denis Menchov                |
| 18e étape | 20 sept. | Talavera de la Reina – Ávila           | étape de moyenne montagne   | 153,5         | Luis Pérez Rodríguez | Denis Menchov                |
| 19e étape | 21 sept. | Ávila – Alto de Abantos                | étape de montagne           | 133           | Samuel Sánchez       | Denis Menchov                |
| 20e étape | 22 sept. | Collado Villalba – Collado Villalba    | contre-la-montre individuel | 20            | Samuel Sánchez       | Denis Menchov                |
| 21e étape | 23 sept. | Rivas-Vaciamadrid – Madrid             | étape de plaine             | 104,2         | Daniele Bennati      | Denis Menchov                |

## Classements

### Classement général
| \| Classement général \| Classement général \| Classement général \| Classement général \| Classement général \| \| Coureur \| Coureur \| Pays \| Équipe \| Temps \| \| ------------------ \| -------------------- \| ------------------ \| ------------------------------- \| ------------------ \| \| 1er \| Denis Menchov \| Russie \| Rabobank \| 80 h 59 min 07 s \| \| 2e \| Carlos Sastre \| Espagne \| CSC \| + 3 min 31 s \| \| 3e \| Samuel Sánchez \| Espagne \| Euskaltel-Euskadi \| + 3 min 46 s \| \| 4e \| Cadel Evans \| Australie \| Predictor-Lotto \| + 3 min 56 s \| \| 5e \| Ezequiel Mosquera \| Espagne \| Karpin Galicia \| + 6 min 34 s \| \| 6e \| Vladimir Efimkin \| Russie \| Caisse d'Épargne \| + 7 min 07 s \| \| 7e \| Vladimir Karpets \| Russie \| Caisse d'Épargne \| + 8 min 09 s \| \| 8e \| Igor Antón \| Espagne \| Euskaltel-Euskadi \| + 8 min 44 s \| \| 9e \| Manuel Beltrán \| Espagne \| Liquigas \| + 9 min 38 s \| \| 10e \| Carlos Barredo \| Espagne \| Quick Step-Innergetic \| + 10 min 12 s \| \| 11e \| Maxime Monfort \| Belgique \| Cofidis-Le Crédit par Téléphone \| + 10 min 37 s \| \| 12e \| Daniel Moreno \| Espagne \| Relax-GAM Fuenlabrada \| + 13 min 07 s \| \| 13e \| Stéphane Goubert \| France \| AG2R Prévoyance \| + 14 min 13 s \| \| 14e \| David López García \| Espagne \| Caisse d'Épargne \| + 17 min 36 s \| \| 15e \| Oliver Zaugg \| Suisse \| Gerolsteiner \| + 19 min 00 s \| \| 16e \| Sylvain Chavanel \| France \| Cofidis-Le Crédit par Téléphone \| + 22 min 19 s \| \| 17e \| Hubert Dupont \| France \| AG2R Prévoyance \| + 29 min 33 s \| \| 18e \| Luis Pérez Rodríguez \| Espagne \| Andalucía-CajaSur \| + 31 min 41 s \| \| 19e \| Chris Anker Sørensen \| Danemark \| CSC \| + 32 min 24 s \| \| 20e \| Ludovic Turpin \| France \| AG2R Prévoyance \| + 32 min 39 s \| \| 21e \| Roman Kreuziger \| Tchéquie \| Liquigas \| + 33 min 21 s \| \| 22e \| Leonardo Bertagnolli \| Italie \| Liquigas \| + 37 min 16 s \| \| 23e \| David García Dapena \| Espagne \| Karpin Galicia \| + 37 min 55 s \| \| 24e \| Rene Mandri \| Estonie \| AG2R Prévoyance \| + 44 min 11 s \| \| 25e \| Sylwester Szmyd \| Pologne \| Lampre-Fondital \| + 44 min 25 s \| |                      |           |                                 |                  |
| |                      |           |                                 |                  |
| Source : ProCyclingStats |                      |           |                                 |                  |
| Classement général |                      |           |                                 |                  |
| Coureur | Coureur              | Pays      | Équipe                          | Temps            |
| 1er | Denis Menchov        | Russie    | Rabobank                        | 80 h 59 min 07 s |
| 2e | Carlos Sastre        | Espagne   | CSC                             | + 3 min 31 s     |
| 3e | Samuel Sánchez       | Espagne   | Euskaltel-Euskadi               | + 3 min 46 s     |
| 4e | Cadel Evans          | Australie | Predictor-Lotto                 | + 3 min 56 s     |
| 5e | Ezequiel Mosquera    | Espagne   | Karpin Galicia                  | + 6 min 34 s     |
| 6e | Vladimir Efimkin     | Russie    | Caisse d'Épargne                | + 7 min 07 s     |
| 7e | Vladimir Karpets     | Russie    | Caisse d'Épargne                | + 8 min 09 s     |
| 8e | Igor Antón           | Espagne   | Euskaltel-Euskadi               | + 8 min 44 s     |
| 9e | Manuel Beltrán       | Espagne   | Liquigas                        | + 9 min 38 s     |
| 10e | Carlos Barredo       | Espagne   | Quick Step-Innergetic           | + 10 min 12 s    |
| 11e | Maxime Monfort       | Belgique  | Cofidis-Le Crédit par Téléphone | + 10 min 37 s    |
| 12e | Daniel Moreno        | Espagne   | Relax-GAM Fuenlabrada           | + 13 min 07 s    |
| 13e | Stéphane Goubert     | France    | AG2R Prévoyance                 | + 14 min 13 s    |
| 14e | David López García   | Espagne   | Caisse d'Épargne                | + 17 min 36 s    |
| 15e | Oliver Zaugg         | Suisse    | Gerolsteiner                    | + 19 min 00 s    |
| 16e | Sylvain Chavanel     | France    | Cofidis-Le Crédit par Téléphone | + 22 min 19 s    |
| 17e | Hubert Dupont        | France    | AG2R Prévoyance                 | + 29 min 33 s    |
| 18e | Luis Pérez Rodríguez | Espagne   | Andalucía-CajaSur               | + 31 min 41 s    |
| 19e | Chris Anker Sørensen | Danemark  | CSC                             | + 32 min 24 s    |
| 20e | Ludovic Turpin       | France    | AG2R Prévoyance                 | + 32 min 39 s    |
| 21e | Roman Kreuziger      | Tchéquie  | Liquigas                        | + 33 min 21 s    |
| 22e | Leonardo Bertagnolli | Italie    | Liquigas                        | + 37 min 16 s    |
| 23e | David García Dapena  | Espagne   | Karpin Galicia                  | + 37 min 55 s    |
| 24e | Rene Mandri          | Estonie   | AG2R Prévoyance                 | + 44 min 11 s    |
| 25e | Sylwester Szmyd      | Pologne   | Lampre-Fondital                 | + 44 min 25 s    |

### Classements annexes
| Classement par points | Classement par points | Classement par points | Classement par points           | Classement par points |
| Coureur               | Coureur               | Pays                  | Équipe                          | Points                |
| --------------------- | --------------------- | --------------------- | ------------------------------- | --------------------- |
| 1er                   | Daniele Bennati       | Italie                | Lampre-Fondital                 | 147 pts               |
| 2e                    | Denis Menchov         | Russie                | Rabobank                        | 135 pts               |
| 3e                    | Samuel Sánchez        | Espagne               | Euskaltel-Euskadi               | 127 pts               |
| 4e                    | Alessandro Petacchi   | Italie                | Team Milram                     | 126 pts               |
| 5e                    | Cadel Evans           | Australie             | Predictor-Lotto                 | 91 pts                |
| 6e                    | Erik Zabel            | Allemagne             | Team Milram                     | 89 pts                |
| 7e                    | Koldo Fernández       | Espagne               | Euskaltel-Euskadi               | 80 pts                |
| 8e                    | Leonardo Duque        | Colombie              | Cofidis-Le Crédit par Téléphone | 79 pts                |
| 9e                    | Daniel Moreno         | Espagne               | Relax-GAM Fuenlabrada           | 67 pts                |
| 10e                   | Carlos Sastre         | Espagne               | CSC                             | 65 pts                |

| Classement par points | Classement par points | Classement par points | Classement par points           | Classement par points |
| Coureur               | Coureur               | Pays                  | Équipe                          | Points                |
| --------------------- | --------------------- | --------------------- | ------------------------------- | --------------------- |
| 1er                   | Daniele Bennati       | Italie                | Lampre-Fondital                 | 147 pts               |
| 2e                    | Denis Menchov         | Russie                | Rabobank                        | 135 pts               |
| 3e                    | Samuel Sánchez        | Espagne               | Euskaltel-Euskadi               | 127 pts               |
| 4e                    | Alessandro Petacchi   | Italie                | Team Milram                     | 126 pts               |
| 5e                    | Cadel Evans           | Australie             | Predictor-Lotto                 | 91 pts                |
| 6e                    | Erik Zabel            | Allemagne             | Team Milram                     | 89 pts                |
| 7e                    | Koldo Fernández       | Espagne               | Euskaltel-Euskadi               | 80 pts                |
| 8e                    | Leonardo Duque        | Colombie              | Cofidis-Le Crédit par Téléphone | 79 pts                |
| 9e                    | Daniel Moreno         | Espagne               | Relax-GAM Fuenlabrada           | 67 pts                |
| 10e                   | Carlos Sastre         | Espagne               | CSC                             | 65 pts                |

| Classement de la montagne | Classement de la montagne  | Classement de la montagne | Classement de la montagne | Classement de la montagne |
| Coureur                   | Coureur                    | Pays                      | Équipe                    | Points                    |
| ------------------------- | -------------------------- | ------------------------- | ------------------------- | ------------------------- |
| 1er                       | Denis Menchov              | Russie                    | Rabobank                  | 90 pts                    |
| 2e                        | Jurgen Van Goolen          | Belgique                  | Discovery Channel         | 78 pts                    |
| 3e                        | Carlos Sastre              | Espagne                   | CSC                       | 69 pts                    |
| 4e                        | Franco Pellizotti          | Italie                    | Liquigas                  | 63 pts                    |
| 5e                        | Samuel Sánchez             | Espagne                   | Euskaltel-Euskadi         | 54 pts                    |
| 6e                        | Vladimir Efimkin           | Russie                    | Caisse d'Épargne          | 45 pts                    |
| 7e                        | Cadel Evans                | Australie                 | Predictor-Lotto           | 40 pts                    |
| 8e                        | Juan Manuel Gárate         | Espagne                   | Quick Step-Innergetic     | 38 pts                    |
| 9e                        | José Ángel Gómez Marchante | Espagne                   | Saunier Duval-Prodir      | 38 pts                    |
| 10e                       | Manuel Beltrán             | Espagne                   | Liquigas                  | 37 pts                    |

| Classement de la montagne | Classement de la montagne  | Classement de la montagne | Classement de la montagne | Classement de la montagne |
| Coureur                   | Coureur                    | Pays                      | Équipe                    | Points                    |
| ------------------------- | -------------------------- | ------------------------- | ------------------------- | ------------------------- |
| 1er                       | Denis Menchov              | Russie                    | Rabobank                  | 90 pts                    |
| 2e                        | Jurgen Van Goolen          | Belgique                  | Discovery Channel         | 78 pts                    |
| 3e                        | Carlos Sastre              | Espagne                   | CSC                       | 69 pts                    |
| 4e                        | Franco Pellizotti          | Italie                    | Liquigas                  | 63 pts                    |
| 5e                        | Samuel Sánchez             | Espagne                   | Euskaltel-Euskadi         | 54 pts                    |
| 6e                        | Vladimir Efimkin           | Russie                    | Caisse d'Épargne          | 45 pts                    |
| 7e                        | Cadel Evans                | Australie                 | Predictor-Lotto           | 40 pts                    |
| 8e                        | Juan Manuel Gárate         | Espagne                   | Quick Step-Innergetic     | 38 pts                    |
| 9e                        | José Ángel Gómez Marchante | Espagne                   | Saunier Duval-Prodir      | 38 pts                    |
| 10e                       | Manuel Beltrán             | Espagne                   | Liquigas                  | 37 pts                    |

| Classement par équipes | Classement par équipes          | Classement par équipes | Classement par équipes |
| Équipe                 | Équipe                          | Pays                   | Temps                  |
| ---------------------- | ------------------------------- | ---------------------- | ---------------------- |
| 1re                    | Caisse d'Épargne                | Espagne                | 242 h 55 min 05 s      |
| 2e                     | Euskaltel-Euskadi               | Espagne                | + 12 min 43 s          |
| 3e                     | AG2R Prévoyance                 | France                 | + 30 min 25 s          |
| 4e                     | CSC                             | Danemark               | + 34 min 53 s          |
| 5e                     | Liquigas                        | Italie                 | + 36 min 02 s          |
| 6e                     | Cofidis-Le Crédit par Téléphone | France                 | + 56 min 33 s          |
| 7e                     | Karpin Galicia                  | Espagne                | + 1 h 01 min 19 s      |
| 8e                     | Predictor-Lotto                 | Belgique               | + 1 h 03 min 54 s      |
| 9e                     | Saunier Duval-Prodir            | Espagne                | + 1 h 23 min 25 s      |
| 10e                    | Quick Step-Innergetic           | Belgique               | + 1 h 24 min 39 s      |

| Classement par équipes | Classement par équipes          | Classement par équipes | Classement par équipes |
| Équipe                 | Équipe                          | Pays                   | Temps                  |
| ---------------------- | ------------------------------- | ---------------------- | ---------------------- |
| 1re                    | Caisse d'Épargne                | Espagne                | 242 h 55 min 05 s      |
| 2e                     | Euskaltel-Euskadi               | Espagne                | + 12 min 43 s          |
| 3e                     | AG2R Prévoyance                 | France                 | + 30 min 25 s          |
| 4e                     | CSC                             | Danemark               | + 34 min 53 s          |
| 5e                     | Liquigas                        | Italie                 | + 36 min 02 s          |
| 6e                     | Cofidis-Le Crédit par Téléphone | France                 | + 56 min 33 s          |
| 7e                     | Karpin Galicia                  | Espagne                | + 1 h 01 min 19 s      |
| 8e                     | Predictor-Lotto                 | Belgique               | + 1 h 03 min 54 s      |
| 9e                     | Saunier Duval-Prodir            | Espagne                | + 1 h 23 min 25 s      |
| 10e                    | Quick Step-Innergetic           | Belgique               | + 1 h 24 min 39 s      |

| Classement du combiné | Classement du combiné | Classement du combiné | Classement du combiné           | Classement du combiné |
| Coureur               | Coureur               | Pays                  | Équipe                          | Points                |
| --------------------- | --------------------- | --------------------- | ------------------------------- | --------------------- |
| 1er                   | Denis Menchov         | Russie                | Rabobank                        | 4 pts                 |
| 2e                    | Samuel Sánchez        | Espagne               | Euskaltel-Euskadi               | 11 pts                |
| 3e                    | Carlos Sastre         | Espagne               | CSC                             | 15 pts                |
| 4e                    | Cadel Evans           | Australie             | Predictor-Lotto                 | 16 pts                |
| 5e                    | Vladimir Efimkin      | Russie                | Caisse d'Épargne                | 25 pts                |
| 6e                    | Ezequiel Mosquera     | Espagne               | Karpin Galicia                  | 32 pts                |
| 7e                    | Manuel Beltrán        | Espagne               | Liquigas                        | 35 pts                |
| 8e                    | Daniel Moreno         | Espagne               | Relax-GAM Fuenlabrada           | 35 pts                |
| 9e                    | Igor Antón            | Espagne               | Euskaltel-Euskadi               | 42 pts                |
| 10e                   | Maxime Monfort        | Belgique              | Cofidis-Le Crédit par Téléphone | 55 pts                |

| Classement du combiné | Classement du combiné | Classement du combiné | Classement du combiné           | Classement du combiné |
| Coureur               | Coureur               | Pays                  | Équipe                          | Points                |
| --------------------- | --------------------- | --------------------- | ------------------------------- | --------------------- |
| 1er                   | Denis Menchov         | Russie                | Rabobank                        | 4 pts                 |
| 2e                    | Samuel Sánchez        | Espagne               | Euskaltel-Euskadi               | 11 pts                |
| 3e                    | Carlos Sastre         | Espagne               | CSC                             | 15 pts                |
| 4e                    | Cadel Evans           | Australie             | Predictor-Lotto                 | 16 pts                |
| 5e                    | Vladimir Efimkin      | Russie                | Caisse d'Épargne                | 25 pts                |
| 6e                    | Ezequiel Mosquera     | Espagne               | Karpin Galicia                  | 32 pts                |
| 7e                    | Manuel Beltrán        | Espagne               | Liquigas                        | 35 pts                |
| 8e                    | Daniel Moreno         | Espagne               | Relax-GAM Fuenlabrada           | 35 pts                |
| 9e                    | Igor Antón            | Espagne               | Euskaltel-Euskadi               | 42 pts                |
| 10e                   | Maxime Monfort        | Belgique              | Cofidis-Le Crédit par Téléphone | 55 pts                |

### Évolution des classements
Les cyclistes présents dans le tableau ci-dessous correspondent aux leaders des classements annexes. Ils peuvent ne pas correspondre au porteur du maillot.
| Étape     | Vainqueur            | Classement général | Classement par point | Classement de la montagne | Classement du combiné | Classement par équipes |
| --------- | -------------------- | ------------------ | -------------------- | ------------------------- | --------------------- | ---------------------- |
| 1re étape | Daniele Bennati      | Daniele Bennati    | Daniele Bennati      | Serafín Martínez          | Geoffroy Lequatre     | Bouygues Telecom       |
| 2e étape  | Óscar Freire         | Óscar Freire       | Óscar Freire         | Serafín Martínez          | Manuel Vázquez Hueso  | Bouygues Telecom       |
| 3e étape  | Paolo Bettini        | Óscar Freire       | Óscar Freire         | Serafín Martínez          | David de la Fuente    | Caisse d'Épargne       |
| 4e étape  | Vladimir Efimkin     | Vladimir Efimkin   | Óscar Freire         | Serafín Martínez          | Vladimir Efimkin      | Caisse d'Épargne       |
| 5e étape  | Óscar Freire         | Vladimir Efimkin   | Óscar Freire         | Serafín Martínez          | Vladimir Efimkin      | Caisse d'Épargne       |
| 6e étape  | Óscar Freire         | Vladimir Efimkin   | Óscar Freire         | Serafín Martínez          | Vladimir Efimkin      | Caisse d'Épargne       |
| 7e étape  | Erik Zabel           | Vladimir Efimkin   | Óscar Freire         | Serafín Martínez          | Vladimir Efimkin      | Caisse d'Épargne       |
| 8e étape  | Bert Grabsch         | Stijn Devolder     | Óscar Freire         | Serafín Martínez          | Stijn Devolder        | Caisse d'Épargne       |
| 9e étape  | Leonardo Piepoli     | Denis Menchov      | Óscar Freire         | Serafín Martínez          | Denis Menchov         | Caisse d'Épargne       |
| 10e étape | Denis Menchov        | Denis Menchov      | Paolo Bettini        | Denis Menchov             | Denis Menchov         | Caisse d'Épargne       |
| 11e étape | Alessandro Petacchi  | Denis Menchov      | Paolo Bettini        | Leonardo Piepoli          | Denis Menchov         | Caisse d'Épargne       |
| 12e étape | Alessandro Petacchi  | Denis Menchov      | Paolo Bettini        | Denis Menchov             | Denis Menchov         | Caisse d'Épargne       |
| 13e étape | Andreas Klier        | Denis Menchov      | Paolo Bettini        | Denis Menchov             | Denis Menchov         | Caisse d'Épargne       |
| 14e étape | Jason McCartney      | Denis Menchov      | Paolo Bettini        | Denis Menchov             | Denis Menchov         | Caisse d'Épargne       |
| 15e étape | Samuel Sánchez       | Denis Menchov      | Paolo Bettini        | Jurgen Van Goolen         | Denis Menchov         | Caisse d'Épargne       |
| 16e étape | Leonardo Duque       | Denis Menchov      | Paolo Bettini        | Jurgen Van Goolen         | Denis Menchov         | Caisse d'Épargne       |
| 17e étape | Daniele Bennati      | Denis Menchov      | Paolo Bettini        | Jurgen Van Goolen         | Denis Menchov         | Caisse d'Épargne       |
| 18e étape | Luis Pérez Rodríguez | Denis Menchov      | Daniele Bennati      | Denis Menchov             | Denis Menchov         | Caisse d'Épargne       |
| 19e étape | Samuel Sánchez       | Denis Menchov      | Daniele Bennati      | Denis Menchov             | Denis Menchov         | Caisse d'Épargne       |
| 20e étape | Samuel Sánchez       | Denis Menchov      | Denis Menchov        | Denis Menchov             | Denis Menchov         | Caisse d'Épargne       |
| 21e étape | Daniele Bennati      | Denis Menchov      | Daniele Bennati      | Denis Menchov             | Denis Menchov         | Caisse d'Épargne       |

## Liste des participants
| Légende                          | Légende                                                                                                  | Légende                             | Légende                                                                                          |
| -------------------------------- | --- | ----------------------------------- | ------------------------------------------------------------------------------------------------ |
| Num                              | Dossard de départ porté par le coureur sur cette Vuelta                                                  | Pos.                                | Position finale au classement général                                                            |
| Leader du classement général     | Indique le vainqueur du classement général                                                               | Leader du classement de la montagne | Indique le vainqueur du classement de la montagne                                                |
| Leader du classement par points  | Indique le vainqueur du classement par points                                                            | Leader du classement du combiné     | Indique le vainqueur du classement du meilleur jeune                                             |
| Leader du classement par équipes | Indique la meilleure équipe                                                                              |                                     | Indique un maillot de champion national ou mondial, suivi de sa spécialité                       |
| NP                               | Indique un coureur qui n'a pas pris le départ d'une étape, suivi du numéro de l'étape où il s'est retiré | AB                                  | Indique un coureur qui n'a pas terminé une étape, suivie du numéro de l'étape où il s'est retiré |
| HD                               | Indique un coureur qui a terminé une étape hors des délais, suivi du numéro de l'étape                   | EX                                  | Indique un coureur exclu pour non-respect du règlement                                           |

| AG2R Prévoyance A2R | AG2R Prévoyance A2R     | AG2R Prévoyance A2R |
| ------------------- | ----------------------- | ------------------- |
| Num                 | Coureur                 | Pos                 |
| 1                   | José Luis Arrieta (ESP) | 59e                 |
| 2                   | Philip Deignan (IRL)    | 71e                 |
| 3                   | Renaud Dion (FRA)       | 78e                 |
| 4                   | Rene Mandri (EST)       | 24e                 |
| 5                   | Hubert Dupont (FRA)     | 17e                 |
| 6                   | Stéphane Goubert (FRA)  | 13e                 |
| 7                   | Yuriy Krivtsov (UKR)    | 48e                 |
| 8                   | Aliaksandr Usau (BLR)   | 119e                |
| 9                   | Ludovic Turpin (FRA)    | 20e                 |

| Andalucía-CajaSur ACA | Andalucía-CajaSur ACA               | Andalucía-CajaSur ACA |
| --------------------- | ----------------------------------- | --------------------- |
| Num                   | Coureur                             | Pos                   |
| 11                    | Luis Pérez Rodríguez (ESP)          | 13e                   |
| 12                    | José Antonio Lopez (ESP)            | 143e                  |
| 13                    | Francisco José Martínez Pérez (ESP) | 114e                  |
| 14                    | Juan Olmo (ESP)                     | 91e                   |
| 15                    | Manuel Ortega Ocaña (ESP)           | 102e                  |
| 16                    | José Luis Carrasco (ESP)            | 82e                   |
| 17                    | Jesús Rosendo (ESP)                 | 145e                  |
| 18                    | José Ruiz Sánchez (ESP)             | 56e                   |
| 19                    | Manuel Vázquez Hueso (ESP)          | 49e                   |

| Bouygues Telecom BTL | Bouygues Telecom BTL        | Bouygues Telecom BTL |
| -------------------- | --------------------------- | -------------------- |
| Num                  | Coureur                     | Pos                  |
| 21                   | Stef Clement (NED) (chrono) | 32e                  |
| 22                   | Giovanni Bernaudeau (FRA)   | AB-5                 |
| 23                   | Dimitri Champion (FRA)      | AB-14                |
| 24                   | Mathieu Claude (FRA)        | AB-3                 |
| 25                   | Aurélien Clerc (SUI)        | AB-15                |
| 26                   | Xavier Florencio (ESP)      | NP-13                |
| 27                   | Rony Martias (FRA)          | AB-12                |
| 28                   | Vincent Jérôme (FRA)        | 113e                 |
| 29                   | Erki Pütsep (EST) (route)   | 137e                 |

| Caisse d'Épargne GCE | Caisse d'Épargne GCE             | Caisse d'Épargne GCE |
| -------------------- | -------------------------------- | -------------------- |
| Num                  | Coureur                          | Pos                  |
| 31                   | Óscar Pereiro (ESP)              | AB-9                 |
| 32                   | Imanol Erviti (ESP)              | 62e                  |
| 33                   | José Vicente García Acosta (ESP) | 124e                 |
| 34                   | Joan Horrach (ESP)               | 29e                  |
| 35                   | Vladimir Karpets (RUS)           | 7e                   |
| 36                   | David López García (ESP)         | 14e                  |
| 37                   | Vladimir Efimkin (RUS)           | 6e                   |
| 38                   | Luis León Sánchez (ESP)          | 72e                  |
| 39                   | Xabier Zandio (ESP)              | NP-20                |

| Cofidis-Le Crédit par Téléphone COF | Cofidis-Le Crédit par Téléphone COF | Cofidis-Le Crédit par Téléphone COF |
| ----------------------------------- | ----------------------------------- | ----------------------------------- |
| Num                                 | Coureur                             | Pos                                 |
| 41                                  | Stéphane Augé (FRA)                 | 126e                                |
| 42                                  | Sylvain Chavanel (FRA)              | 16e                                 |
| 43                                  | Leonardo Duque (COL)                | 53e                                 |
| 44                                  | Bingen Fernández (ESP)              | 68e                                 |
| 45                                  | Maryan Hary (FRA)                   | 139e                                |
| 46                                  | Geoffroy Lequatre (FRA)             | 98e                                 |
| 47                                  | Sébastien Minard (FRA)              | 57e                                 |
| 48                                  | Maxime Monfort (BEL)                | 11e                                 |
| 49                                  | Damien Monier (FRA)                 | 129e                                |

| Crédit Agricole C.A | Crédit Agricole C.A       | Crédit Agricole C.A |
| ------------------- | ------------------------- | ------------------- |
| Num                 | Coureur                   | Pos                 |
| 51                  | Pietro Caucchioli (ITA)   | AB-14               |
| 52                  | Alexandre Botcharov (RUS) | 27e                 |
| 53                  | László Bodrogi (HUN)      | NP-18               |
| 54                  | Angelo Furlan (ITA)       | AB-14               |
| 55                  | Christophe Kern (FRA)     | 84e                 |
| 56                  | Rémi Pauriol (FRA)        | AB-5                |
| 57                  | Jean-Marc Marino (FRA)    | 93e                 |
| 58                  | Mark Renshaw (AUS)        | 144e                |
| 59                  | Yannick Talabardon (FRA)  | 60e                 |

| Discovery Channel DSC | Discovery Channel DSC        | Discovery Channel DSC |
| --------------------- | ---------------------------- | --------------------- |
| Num                   | Coureur                      | Pos                   |
| 61                    | Janez Brajkovič (SLO)        | AB-10                 |
| 62                    | Tom Danielson (USA)          | AB-1                  |
| 63                    | Allan Davis (AUS)            | NP-18                 |
| 64                    | Stijn Devolder (BEL) (route) | NP-19                 |
| 65                    | Egoi Martínez (ESP)          | NP-12                 |
| 66                    | Jason McCartney (USA)        | 76e                   |
| 67                    | Sérgio Paulinho (POR)        | NP-5                  |
| 68                    | José Luis Rubiera (ESP)      | 86e                   |
| 69                    | Jurgen Van Goolen (BEL)      | 31e                   |

| Euskaltel-Euskadi EUS | Euskaltel-Euskadi EUS     | Euskaltel-Euskadi EUS |
| --------------------- | ------------------------- | --------------------- |
| Num                   | Coureur                   | Pos                   |
| 71                    | Samuel Sánchez (ESP)      | 3e                    |
| 72                    | Haimar Zubeldia (ESP)     | 44e                   |
| 73                    | Igor Antón (ESP)          | 8e                    |
| 74                    | Koldo Fernández (ESP)     | 133e                  |
| 75                    | Dionisio Galparsoro (ESP) | 63e                   |
| 76                    | Aitor Hernández (ESP)     | 81e                   |
| 77                    | Iñaki Isasi (ESP)         | 74e                   |
| 78                    | Íñigo Landaluze (ESP)     | 75e                   |
| 79                    | Alan Pérez (ESP)          | 94e                   |

| La Française des jeux FDJ | La Française des jeux FDJ | La Française des jeux FDJ |
| ------------------------- | ------------------------- | ------------------------- |
| Num                       | Coureur                   | Pos                       |
| 81                        | Carlos Da Cruz (FRA)      | 90e                       |
| 82                        | Mickaël Delage (FRA)      | NP-15                     |
| 83                        | Thomas Lövkvist (SWE)     | 54e                       |
| 84                        | Philippe Gilbert (BEL)    | 69e                       |
| 85                        | Bradley McGee (AUS)       | AB-9                      |
| 86                        | Ian McLeod (RSA)          | AB-10                     |
| 87                        | Cyrille Monnerais (FRA)   | AB-12                     |
| 88                        | Jérémy Roy (FRA)          | 104e                      |
| 89                        | Jussi Veikkanen (FIN)     | 135e                      |

| Gerolsteiner GST | Gerolsteiner GST          | Gerolsteiner GST |
| ---------------- | ------------------------- | ---------------- |
| Num              | Coureur                   | Pos              |
| 91               | Markus Fothen (GER)       | 106e             |
| 92               | Johannes Fröhlinger (GER) | 45e              |
| 93               | Torsten Hiekmann (GER)    | 80e              |
| 94               | Tim Klinger (GER)         | 100e             |
| 95               | Andrea Moletta (ITA)      | 107e             |
| 96               | Davide Rebellin (ITA)     | NP-13            |
| 97               | Stefan Schumacher (GER)   | NP-18            |
| 98               | Tom Stamsnijder (NED)     | 120e             |
| 99               | Oliver Zaugg (SUI)        | 15e              |

| Karpin Galicia KGZ | Karpin Galicia KGZ            | Karpin Galicia KGZ |
| ------------------ | ----------------------------- | ------------------ |
| Num                | Coureur                       | Pos                |
| 101                | Carlos Castaño Panadero (ESP) | NP-14              |
| 102                | Gustavo César Veloso (ESP)    | 121e               |
| 103                | Gustavo Domínguez (ESP)       | 97e                |
| 104                | David García Dapena (ESP)     | 23e                |
| 105                | Santos González (ESP)         | 105e               |
| 106                | David Herrero (ESP)           | 33e                |
| 107                | Ezequiel Mosquera (ESP)       | 5e                 |
| 108                | Serafín Martínez (ESP)        | AB-14              |
| 109                | Eduard Vorganov (RUS)         | 70e                |

| Lampre-Fondital LAM | Lampre-Fondital LAM   | Lampre-Fondital LAM |
| ------------------- | --------------------- | ------------------- |
| Num                 | Coureur               | Pos                 |
| 111                 | Damiano Cunego (ITA)  | NP-16               |
| 112                 | Daniele Bennati (ITA) | 64e                 |
| 113                 | Enrico Franzoi (ITA)  | 110e                |
| 114                 | David Loosli (SUI)    | 85e                 |
| 115                 | Marco Marzano (ITA)   | 87e                 |
| 116                 | Morris Possoni (ITA)  | 88e                 |
| 117                 | Sylwester Szmyd (POL) | 25e                 |
| 118                 | Paolo Tiralongo (ITA) | AB-10               |
| 119                 | Claudio Corioni (ITA) | 118e                |

| Liquigas LIQ | Liquigas LIQ                   | Liquigas LIQ |
| ------------ | ------------------------------ | ------------ |
| Num          | Coureur                        | Pos          |
| 121          | Manuel Beltrán (ESP)           | 9e           |
| 122          | Magnus Bäckstedt (SWE) (route) | 128e         |
| 123          | Leonardo Bertagnolli (ITA)     | 22e          |
| 124          | Patrick Calcagni (SUI)         | 92e          |
| 125          | Francesco Chicchi (ITA)        | AB-9         |
| 126          | Mauro Da Dalto (ITA)           | 101e         |
| 127          | Roman Kreuziger (CZE)          | 21e          |
| 128          | Franco Pellizotti (ITA)        | 37e          |
| 129          | Alessandro Vanotti (ITA)       | 66e          |

| Predictor-Lotto PRL | Predictor-Lotto PRL      | Predictor-Lotto PRL |
| ------------------- | ------------------------ | ------------------- |
| Num                 | Coureur                  | Pos                 |
| 131                 | Cadel Evans (AUS)        | 4e                  |
| 132                 | Mario Aerts (BEL)        | 28e                 |
| 133                 | Christophe Brandt (BEL)  | 132e                |
| 134                 | Bart Dockx (BEL)         | 111e                |
| 135                 | Christopher Horner (USA) | 36e                 |
| 136                 | Josep Jufré (ESP)        | AB-14               |
| 137                 | Bert Roesems (BEL)       | AB-7                |
| 138                 | Roy Sentjens (BEL)       | 79e                 |
| 139                 | Wim Van Huffel (BEL)     | 26e                 |

| Quick Step-Innergetic QSI | Quick Step-Innergetic QSI   | Quick Step-Innergetic QSI |
| ------------------------- | --------------------------- | ------------------------- |
| Num                       | Coureur                     | Pos                       |
| 141                       | Juan Manuel Gárate (ESP)    | 30e                       |
| 142                       | Carlos Barredo (ESP)        | 10e                       |
| 143                       | Paolo Bettini (ITA) (route) | NP-18                     |
| 144                       | Tom Boonen (BEL)            | NP-13                     |
| 145                       | Kevin Hulsmans (BEL)        | 116e                      |
| 146                       | Andrea Tonti (ITA)          | NP-19                     |
| 147                       | Geert Verheyen (BEL)        | 46e                       |
| 148                       | Davide Viganò (ITA)         | 130e                      |
| 149                       | Addy Engels (NED)           | 83e                       |

| Rabobank RAB | Rabobank RAB                  | Rabobank RAB |
| ------------ | ----------------------------- | ------------ |
| Num          | Coureur                       | Pos          |
| 151          | Denis Menchov (RUS)           | 1er          |
| 152          | Mauricio Ardila (COL)         | 67e          |
| 153          | Marc de Maar                  | 109e         |
| 154          | Theo Eltink (NED)             | 95e          |
| 155          | Óscar Freire (ESP)            | NP-10        |
| 156          | Pedro Horrillo (ESP)          | 140e         |
| 157          | Sebastian Langeveld (NED)     | 112e         |
| 158          | Koos Moerenhout (NED) (route) | 42e          |
| 159          | Joost Posthuma (NED)          | 55e          |

| Relax-GAM Fuenlabrada ___ | Relax-GAM Fuenlabrada ___      | Relax-GAM Fuenlabrada ___ |
| ------------------------- | ------------------------------ | ------------------------- |
| Num                       | Coureur                        | Pos                       |
| 161                       | Daniel Moreno (ESP)            | 12e                       |
| 162                       | Santiago Pérez (ESP)           | 65e                       |
| 163                       | Raúl García de Mateos (ESP)    | 99e                       |
| 164                       | Jorge García Marín (ESP)       | 108e                      |
| 165                       | Jesús Hernández Blázquez (ESP) | AB-14                     |
| 166                       | Nacor Burgos (ESP)             | 122e                      |
| 167                       | Julián Sánchez Pimienta (ESP)  | 123e                      |
| 168                       | Francisco Terciado (ESP)       | 103e                      |
| 169                       | Ángel Vallejo (ESP)            | 47e                       |

| Saunier Duval-Prodir SDV | Saunier Duval-Prodir SDV             | Saunier Duval-Prodir SDV |
| ------------------------ | ------------------------------------ | ------------------------ |
| Num                      | Coureur                              | Pos                      |
| 171                      | José Ángel Gómez Marchante (ESP)     | 40e                      |
| 172                      | Iker Camaño (ESP)                    | 34e                      |
| 173                      | Alberto Fernández de la Puebla (ESP) | AB-7                     |
| 174                      | David de la Fuente (ESP)             | 96e                      |
| 175                      | Arkaitz Durán (ESP)                  | AB-9                     |
| 176                      | Rubén Lobato (ESP)                   | 38e                      |
| 177                      | Javier Mejías (ESP)                  | 50e                      |
| 178                      | Leonardo Piepoli (ITA)               | AB-12                    |
| 179                      | Ángel Gómez (ESP)                    | 61e                      |

| CSC | CSC                         | CSC   |
| --- | --------------------------- | ----- |
| Num | Coureur                     | Pos   |
| 181 | Carlos Sastre (ESP)         | 2e    |
| 182 | Michael Blaudzun (DEN)      | NP-14 |
| 183 | Íñigo Cuesta (ESP)          | 41e   |
| 184 | Volodymyr Gustov (UKR)      | 35e   |
| 185 | Alexandr Kolobnev (RUS)     | 51e   |
| 186 | Karsten Kroon (NED)         | 52e   |
| 187 | Marcus Ljungqvist (SWE)     | 43e   |
| 188 | Chris Anker Sørensen (DEN)  | 19e   |
| 189 | Christian Vande Velde (USA) | 39e   |

| Team Milram MRM | Team Milram MRM           | Team Milram MRM |
| --------------- | ------------------------- | --------------- |
| Num             | Coureur                   | Pos             |
| 191             | Alessandro Petacchi (ITA) | 127e            |
| 192             | Erik Zabel (GER)          | 73e             |
| 193             | Martin Müller (GER)       | 115e            |
| 194             | Matej Jurčo (SVK)         | 134e            |
| 195             | Elia Rigotto (ITA)        | 138e            |
| 196             | Fabio Sabatini (ITA)      | 131e            |
| 197             | Niki Terpstra (NED)       | 142e            |
| 198             | Marco Velo (ITA)          | 117e            |
| 199             | Alberto Ongarato (ITA)    | 136e            |

| T-Mobile TMO | T-Mobile TMO                | T-Mobile TMO |
| ------------ | --------------------------- | ------------ |
| Num          | Coureur                     | Pos          |
| 201          | Adam Hansen (AUS)           | 89e          |
| 202          | Lorenzo Bernucci (ITA)      | NP-4         |
| 203          | Scott Davis (AUS)           | 77e          |
| 204          | Bert Grabsch (GER) (chrono) | NP-17        |
| 205          | André Greipel (GER)         | 125e         |
| 206          | Giuseppe Guerini (ITA)      | NP-17        |
| 207          | Andreas Klier (GER)         | AB-17        |
| 208          | André Korff (GER)           | 141e         |
| 209          | Stephan Schreck (GER)       | 58e          |

| AG2R Prévoyance A2R | AG2R Prévoyance A2R     | AG2R Prévoyance A2R |
| ------------------- | ----------------------- | ------------------- |
| Num                 | Coureur                 | Pos                 |
| 1                   | José Luis Arrieta (ESP) | 59e                 |
| 2                   | Philip Deignan (IRL)    | 71e                 |
| 3                   | Renaud Dion (FRA)       | 78e                 |
| 4                   | Rene Mandri (EST)       | 24e                 |
| 5                   | Hubert Dupont (FRA)     | 17e                 |
| 6                   | Stéphane Goubert (FRA)  | 13e                 |
| 7                   | Yuriy Krivtsov (UKR)    | 48e                 |
| 8                   | Aliaksandr Usau (BLR)   | 119e                |
| 9                   | Ludovic Turpin (FRA)    | 20e                 |

| Andalucía-CajaSur ACA | Andalucía-CajaSur ACA               | Andalucía-CajaSur ACA |
| --------------------- | ----------------------------------- | --------------------- |
| Num                   | Coureur                             | Pos                   |
| 11                    | Luis Pérez Rodríguez (ESP)          | 13e                   |
| 12                    | José Antonio Lopez (ESP)            | 143e                  |
| 13                    | Francisco José Martínez Pérez (ESP) | 114e                  |
| 14                    | Juan Olmo (ESP)                     | 91e                   |
| 15                    | Manuel Ortega Ocaña (ESP)           | 102e                  |
| 16                    | José Luis Carrasco (ESP)            | 82e                   |
| 17                    | Jesús Rosendo (ESP)                 | 145e                  |
| 18                    | José Ruiz Sánchez (ESP)             | 56e                   |
| 19                    | Manuel Vázquez Hueso (ESP)          | 49e                   |

| Bouygues Telecom BTL | Bouygues Telecom BTL        | Bouygues Telecom BTL |
| -------------------- | --------------------------- | -------------------- |
| Num                  | Coureur                     | Pos                  |
| 21                   | Stef Clement (NED) (chrono) | 32e                  |
| 22                   | Giovanni Bernaudeau (FRA)   | AB-5                 |
| 23                   | Dimitri Champion (FRA)      | AB-14                |
| 24                   | Mathieu Claude (FRA)        | AB-3                 |
| 25                   | Aurélien Clerc (SUI)        | AB-15                |
| 26                   | Xavier Florencio (ESP)      | NP-13                |
| 27                   | Rony Martias (FRA)          | AB-12                |
| 28                   | Vincent Jérôme (FRA)        | 113e                 |
| 29                   | Erki Pütsep (EST) (route)   | 137e                 |

| Caisse d'Épargne GCE | Caisse d'Épargne GCE             | Caisse d'Épargne GCE |
| -------------------- | -------------------------------- | -------------------- |
| Num                  | Coureur                          | Pos                  |
| 31                   | Óscar Pereiro (ESP)              | AB-9                 |
| 32                   | Imanol Erviti (ESP)              | 62e                  |
| 33                   | José Vicente García Acosta (ESP) | 124e                 |
| 34                   | Joan Horrach (ESP)               | 29e                  |
| 35                   | Vladimir Karpets (RUS)           | 7e                   |
| 36                   | David López García (ESP)         | 14e                  |
| 37                   | Vladimir Efimkin (RUS)           | 6e                   |
| 38                   | Luis León Sánchez (ESP)          | 72e                  |
| 39                   | Xabier Zandio (ESP)              | NP-20                |

| Cofidis-Le Crédit par Téléphone COF | Cofidis-Le Crédit par Téléphone COF | Cofidis-Le Crédit par Téléphone COF |
| ----------------------------------- | ----------------------------------- | ----------------------------------- |
| Num                                 | Coureur                             | Pos                                 |
| 41                                  | Stéphane Augé (FRA)                 | 126e                                |
| 42                                  | Sylvain Chavanel (FRA)              | 16e                                 |
| 43                                  | Leonardo Duque (COL)                | 53e                                 |
| 44                                  | Bingen Fernández (ESP)              | 68e                                 |
| 45                                  | Maryan Hary (FRA)                   | 139e                                |
| 46                                  | Geoffroy Lequatre (FRA)             | 98e                                 |
| 47                                  | Sébastien Minard (FRA)              | 57e                                 |
| 48                                  | Maxime Monfort (BEL)                | 11e                                 |
| 49                                  | Damien Monier (FRA)                 | 129e                                |

| Crédit Agricole C.A | Crédit Agricole C.A       | Crédit Agricole C.A |
| ------------------- | ------------------------- | ------------------- |
| Num                 | Coureur                   | Pos                 |
| 51                  | Pietro Caucchioli (ITA)   | AB-14               |
| 52                  | Alexandre Botcharov (RUS) | 27e                 |
| 53                  | László Bodrogi (HUN)      | NP-18               |
| 54                  | Angelo Furlan (ITA)       | AB-14               |
| 55                  | Christophe Kern (FRA)     | 84e                 |
| 56                  | Rémi Pauriol (FRA)        | AB-5                |
| 57                  | Jean-Marc Marino (FRA)    | 93e                 |
| 58                  | Mark Renshaw (AUS)        | 144e                |
| 59                  | Yannick Talabardon (FRA)  | 60e                 |

| Discovery Channel DSC | Discovery Channel DSC        | Discovery Channel DSC |
| --------------------- | ---------------------------- | --------------------- |
| Num                   | Coureur                      | Pos                   |
| 61                    | Janez Brajkovič (SLO)        | AB-10                 |
| 62                    | Tom Danielson (USA)          | AB-1                  |
| 63                    | Allan Davis (AUS)            | NP-18                 |
| 64                    | Stijn Devolder (BEL) (route) | NP-19                 |
| 65                    | Egoi Martínez (ESP)          | NP-12                 |
| 66                    | Jason McCartney (USA)        | 76e                   |
| 67                    | Sérgio Paulinho (POR)        | NP-5                  |
| 68                    | José Luis Rubiera (ESP)      | 86e                   |
| 69                    | Jurgen Van Goolen (BEL)      | 31e                   |

| Euskaltel-Euskadi EUS | Euskaltel-Euskadi EUS     | Euskaltel-Euskadi EUS |
| --------------------- | ------------------------- | --------------------- |
| Num                   | Coureur                   | Pos                   |
| 71                    | Samuel Sánchez (ESP)      | 3e                    |
| 72                    | Haimar Zubeldia (ESP)     | 44e                   |
| 73                    | Igor Antón (ESP)          | 8e                    |
| 74                    | Koldo Fernández (ESP)     | 133e                  |
| 75                    | Dionisio Galparsoro (ESP) | 63e                   |
| 76                    | Aitor Hernández (ESP)     | 81e                   |
| 77                    | Iñaki Isasi (ESP)         | 74e                   |
| 78                    | Íñigo Landaluze (ESP)     | 75e                   |
| 79                    | Alan Pérez (ESP)          | 94e                   |

| La Française des jeux FDJ | La Française des jeux FDJ | La Française des jeux FDJ |
| ------------------------- | ------------------------- | ------------------------- |
| Num                       | Coureur                   | Pos                       |
| 81                        | Carlos Da Cruz (FRA)      | 90e                       |
| 82                        | Mickaël Delage (FRA)      | NP-15                     |
| 83                        | Thomas Lövkvist (SWE)     | 54e                       |
| 84                        | Philippe Gilbert (BEL)    | 69e                       |
| 85                        | Bradley McGee (AUS)       | AB-9                      |
| 86                        | Ian McLeod (RSA)          | AB-10                     |
| 87                        | Cyrille Monnerais (FRA)   | AB-12                     |
| 88                        | Jérémy Roy (FRA)          | 104e                      |
| 89                        | Jussi Veikkanen (FIN)     | 135e                      |

| Gerolsteiner GST | Gerolsteiner GST          | Gerolsteiner GST |
| ---------------- | ------------------------- | ---------------- |
| Num              | Coureur                   | Pos              |
| 91               | Markus Fothen (GER)       | 106e             |
| 92               | Johannes Fröhlinger (GER) | 45e              |
| 93               | Torsten Hiekmann (GER)    | 80e              |
| 94               | Tim Klinger (GER)         | 100e             |
| 95               | Andrea Moletta (ITA)      | 107e             |
| 96               | Davide Rebellin (ITA)     | NP-13            |
| 97               | Stefan Schumacher (GER)   | NP-18            |
| 98               | Tom Stamsnijder (NED)     | 120e             |
| 99               | Oliver Zaugg (SUI)        | 15e              |

| Karpin Galicia KGZ | Karpin Galicia KGZ            | Karpin Galicia KGZ |
| ------------------ | ----------------------------- | ------------------ |
| Num                | Coureur                       | Pos                |
| 101                | Carlos Castaño Panadero (ESP) | NP-14              |
| 102                | Gustavo César Veloso (ESP)    | 121e               |
| 103                | Gustavo Domínguez (ESP)       | 97e                |
| 104                | David García Dapena (ESP)     | 23e                |
| 105                | Santos González (ESP)         | 105e               |
| 106                | David Herrero (ESP)           | 33e                |
| 107                | Ezequiel Mosquera (ESP)       | 5e                 |
| 108                | Serafín Martínez (ESP)        | AB-14              |
| 109                | Eduard Vorganov (RUS)         | 70e                |

| Lampre-Fondital LAM | Lampre-Fondital LAM   | Lampre-Fondital LAM |
| ------------------- | --------------------- | ------------------- |
| Num                 | Coureur               | Pos                 |
| 111                 | Damiano Cunego (ITA)  | NP-16               |
| 112                 | Daniele Bennati (ITA) | 64e                 |
| 113                 | Enrico Franzoi (ITA)  | 110e                |
| 114                 | David Loosli (SUI)    | 85e                 |
| 115                 | Marco Marzano (ITA)   | 87e                 |
| 116                 | Morris Possoni (ITA)  | 88e                 |
| 117                 | Sylwester Szmyd (POL) | 25e                 |
| 118                 | Paolo Tiralongo (ITA) | AB-10               |
| 119                 | Claudio Corioni (ITA) | 118e                |

| Liquigas LIQ | Liquigas LIQ                   | Liquigas LIQ |
| ------------ | ------------------------------ | ------------ |
| Num          | Coureur                        | Pos          |
| 121          | Manuel Beltrán (ESP)           | 9e           |
| 122          | Magnus Bäckstedt (SWE) (route) | 128e         |
| 123          | Leonardo Bertagnolli (ITA)     | 22e          |
| 124          | Patrick Calcagni (SUI)         | 92e          |
| 125          | Francesco Chicchi (ITA)        | AB-9         |
| 126          | Mauro Da Dalto (ITA)           | 101e         |
| 127          | Roman Kreuziger (CZE)          | 21e          |
| 128          | Franco Pellizotti (ITA)        | 37e          |
| 129          | Alessandro Vanotti (ITA)       | 66e          |

| Predictor-Lotto PRL | Predictor-Lotto PRL      | Predictor-Lotto PRL |
| ------------------- | ------------------------ | ------------------- |
| Num                 | Coureur                  | Pos                 |
| 131                 | Cadel Evans (AUS)        | 4e                  |
| 132                 | Mario Aerts (BEL)        | 28e                 |
| 133                 | Christophe Brandt (BEL)  | 132e                |
| 134                 | Bart Dockx (BEL)         | 111e                |
| 135                 | Christopher Horner (USA) | 36e                 |
| 136                 | Josep Jufré (ESP)        | AB-14               |
| 137                 | Bert Roesems (BEL)       | AB-7                |
| 138                 | Roy Sentjens (BEL)       | 79e                 |
| 139                 | Wim Van Huffel (BEL)     | 26e                 |

| Quick Step-Innergetic QSI | Quick Step-Innergetic QSI   | Quick Step-Innergetic QSI |
| ------------------------- | --------------------------- | ------------------------- |
| Num                       | Coureur                     | Pos                       |
| 141                       | Juan Manuel Gárate (ESP)    | 30e                       |
| 142                       | Carlos Barredo (ESP)        | 10e                       |
| 143                       | Paolo Bettini (ITA) (route) | NP-18                     |
| 144                       | Tom Boonen (BEL)            | NP-13                     |
| 145                       | Kevin Hulsmans (BEL)        | 116e                      |
| 146                       | Andrea Tonti (ITA)          | NP-19                     |
| 147                       | Geert Verheyen (BEL)        | 46e                       |
| 148                       | Davide Viganò (ITA)         | 130e                      |
| 149                       | Addy Engels (NED)           | 83e                       |

| Rabobank RAB | Rabobank RAB                  | Rabobank RAB |
| ------------ | ----------------------------- | ------------ |
| Num          | Coureur                       | Pos          |
| 151          | Denis Menchov (RUS)           | 1er          |
| 152          | Mauricio Ardila (COL)         | 67e          |
| 153          | Marc de Maar                  | 109e         |
| 154          | Theo Eltink (NED)             | 95e          |
| 155          | Óscar Freire (ESP)            | NP-10        |
| 156          | Pedro Horrillo (ESP)          | 140e         |
| 157          | Sebastian Langeveld (NED)     | 112e         |
| 158          | Koos Moerenhout (NED) (route) | 42e          |
| 159          | Joost Posthuma (NED)          | 55e          |

| Relax-GAM Fuenlabrada ___ | Relax-GAM Fuenlabrada ___      | Relax-GAM Fuenlabrada ___ |
| ------------------------- | ------------------------------ | ------------------------- |
| Num                       | Coureur                        | Pos                       |
| 161                       | Daniel Moreno (ESP)            | 12e                       |
| 162                       | Santiago Pérez (ESP)           | 65e                       |
| 163                       | Raúl García de Mateos (ESP)    | 99e                       |
| 164                       | Jorge García Marín (ESP)       | 108e                      |
| 165                       | Jesús Hernández Blázquez (ESP) | AB-14                     |
| 166                       | Nacor Burgos (ESP)             | 122e                      |
| 167                       | Julián Sánchez Pimienta (ESP)  | 123e                      |
| 168                       | Francisco Terciado (ESP)       | 103e                      |
| 169                       | Ángel Vallejo (ESP)            | 47e                       |

| Saunier Duval-Prodir SDV | Saunier Duval-Prodir SDV             | Saunier Duval-Prodir SDV |
| ------------------------ | ------------------------------------ | ------------------------ |
| Num                      | Coureur                              | Pos                      |
| 171                      | José Ángel Gómez Marchante (ESP)     | 40e                      |
| 172                      | Iker Camaño (ESP)                    | 34e                      |
| 173                      | Alberto Fernández de la Puebla (ESP) | AB-7                     |
| 174                      | David de la Fuente (ESP)             | 96e                      |
| 175                      | Arkaitz Durán (ESP)                  | AB-9                     |
| 176                      | Rubén Lobato (ESP)                   | 38e                      |
| 177                      | Javier Mejías (ESP)                  | 50e                      |
| 178                      | Leonardo Piepoli (ITA)               | AB-12                    |
| 179                      | Ángel Gómez (ESP)                    | 61e                      |

| CSC | CSC                         | CSC   |
| --- | --------------------------- | ----- |
| Num | Coureur                     | Pos   |
| 181 | Carlos Sastre (ESP)         | 2e    |
| 182 | Michael Blaudzun (DEN)      | NP-14 |
| 183 | Íñigo Cuesta (ESP)          | 41e   |
| 184 | Volodymyr Gustov (UKR)      | 35e   |
| 185 | Alexandr Kolobnev (RUS)     | 51e   |
| 186 | Karsten Kroon (NED)         | 52e   |
| 187 | Marcus Ljungqvist (SWE)     | 43e   |
| 188 | Chris Anker Sørensen (DEN)  | 19e   |
| 189 | Christian Vande Velde (USA) | 39e   |

| Team Milram MRM | Team Milram MRM           | Team Milram MRM |
| --------------- | ------------------------- | --------------- |
| Num             | Coureur                   | Pos             |
| 191             | Alessandro Petacchi (ITA) | 127e            |
| 192             | Erik Zabel (GER)          | 73e             |
| 193             | Martin Müller (GER)       | 115e            |
| 194             | Matej Jurčo (SVK)         | 134e            |
| 195             | Elia Rigotto (ITA)        | 138e            |
| 196             | Fabio Sabatini (ITA)      | 131e            |
| 197             | Niki Terpstra (NED)       | 142e            |
| 198             | Marco Velo (ITA)          | 117e            |
| 199             | Alberto Ongarato (ITA)    | 136e            |

| T-Mobile TMO | T-Mobile TMO                | T-Mobile TMO |
| ------------ | --------------------------- | ------------ |
| Num          | Coureur                     | Pos          |
| 201          | Adam Hansen (AUS)           | 89e          |
| 202          | Lorenzo Bernucci (ITA)      | NP-4         |
| 203          | Scott Davis (AUS)           | 77e          |
| 204          | Bert Grabsch (GER) (chrono) | NP-17        |
| 205          | André Greipel (GER)         | 125e         |
| 206          | Giuseppe Guerini (ITA)      | NP-17        |
| 207          | Andreas Klier (GER)         | AB-17        |
| 208          | André Korff (GER)           | 141e         |
| 209          | Stephan Schreck (GER)       | 58e          |